# Perizoma perpusillata
Perizoma perpusillata là một loài bướm đêm trong họ Geometridae.